# محمد قاسم نصيف
محمد قاسم نصيف (مواليد 25 أغسطس 1997) ، لاعب كرة قدم عراقي يجيد اللعب في الهجوم في نادي القوة الجوية العراقي.

## بداياته
ولد محمد قاسم في حي الأمين في العاصمة بغداد ، والده هو اللاعب الدولي السابق قاسم نصيف، ويعد محمد من اكتشافات نادي القوة الجوية حيث برزت موهبته في الفئات العمرية للنادي فانتقل للفريق الأول .
محمد كان أحد هدافين نهائيات آسيا تحت ال23 عام الي اقيمت في تايلند 2020 حيث احرز 3 اهداف من 3 مباريات .

## روابط خارجية
- محمد قاسم نصيف على موقع كووورة